# Two International Finance Centre
 (août 2024).
Si vous disposez d'ouvrages ou d'articles de référence ou si vous connaissez des sites web de qualité traitant du thème abordé ici, merci de compléter l'article en donnant les références utiles à sa vérifiabilité et en les liant à la section « Notes et références ».
Le Two International Finance Centre ou 2IFC (國際金融中心) est un gratte-ciel situé à Hong Kong, dans le quartier central.
Il mesure 416 mètres de haut, ce qui en fait la deuxième plus haute construction de Hong Kong, après l'International Commerce Centre qui lui fait face de l'autre côté de la baie. Il compte officiellement 88 étages, mais certains numéros sont omis pour des raisons culturelles. En raison de la forme de son sommet, il est surnommé « le rasoir ».
Achevé en 2003, il fait partie de l'International Finance Centre, un grand projet immobilier construit sur des terrains gagnés sur l'eau. Parmi les autres bâtiments réalisés dans le cadre de ce projet figure le One International Finance Centre, semblable au Two mais deux fois moins haut.
Le Two International Finance Centre fait partie des plus hauts gratte-ciel du monde construits avec tout autour des échafaudages à base de tronc de bambou. Le bambou est en effet reconnu pour sa résistance et sa légèreté.
Ce gratte-ciel apparaît dans le film The Dark Knight : Le Chevalier noir (film de la franchise Batman sorti en 2008).

## Occupants
Le bâtiment abrite la Hong Kong Monetary Authority ou HKMA (qui frappe et imprime la monnaie locale, le Dollar de Hong Kong). Il abrite également de nombreuses banques, dont BNP Paribas du 59e étage au 67e étage.
Les visiteurs ne peuvent accéder qu'au 55e étage (soit environ 250 m), auquel se trouve un petit musée de la HKMA.
La vue sur la ville est limitée.

## Galerie photo

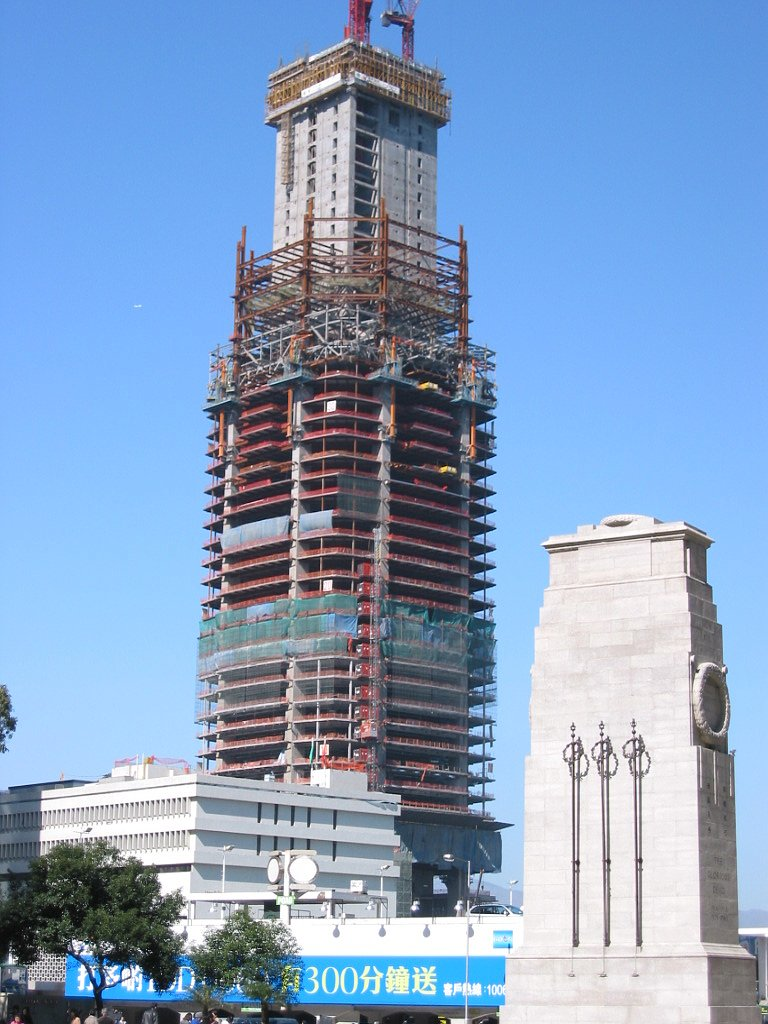
Le « 2IFC » en construction, décembre 2001.
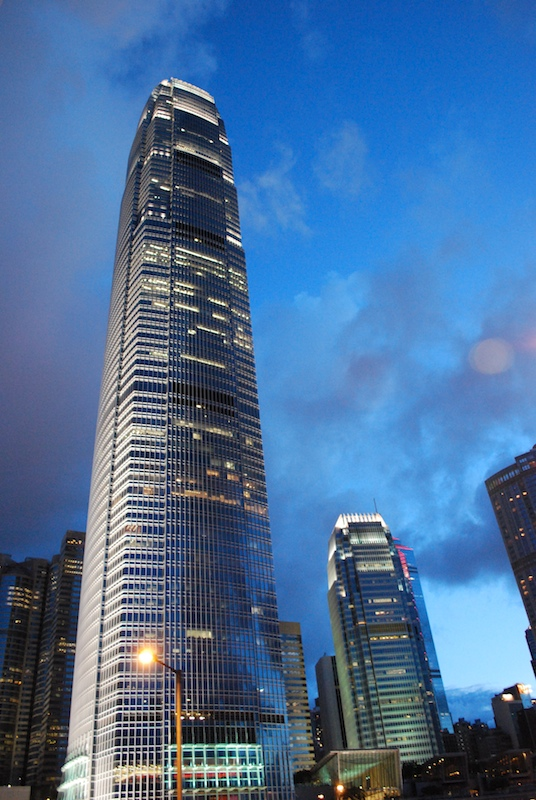
Les deux tours vues de nuit depuis la rue.
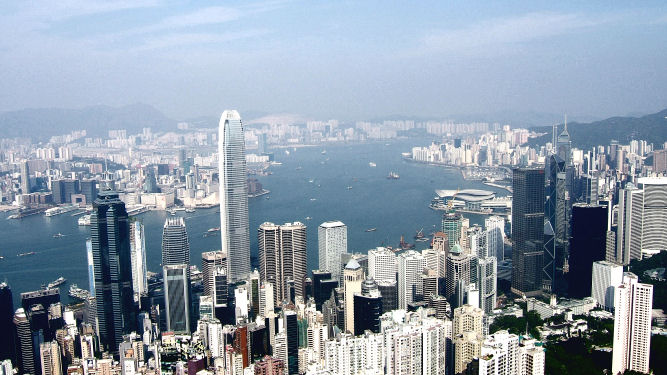
En 2004, le « 2IFC », vu de « The Peak », dépasse tous les autres gratte-ciel.
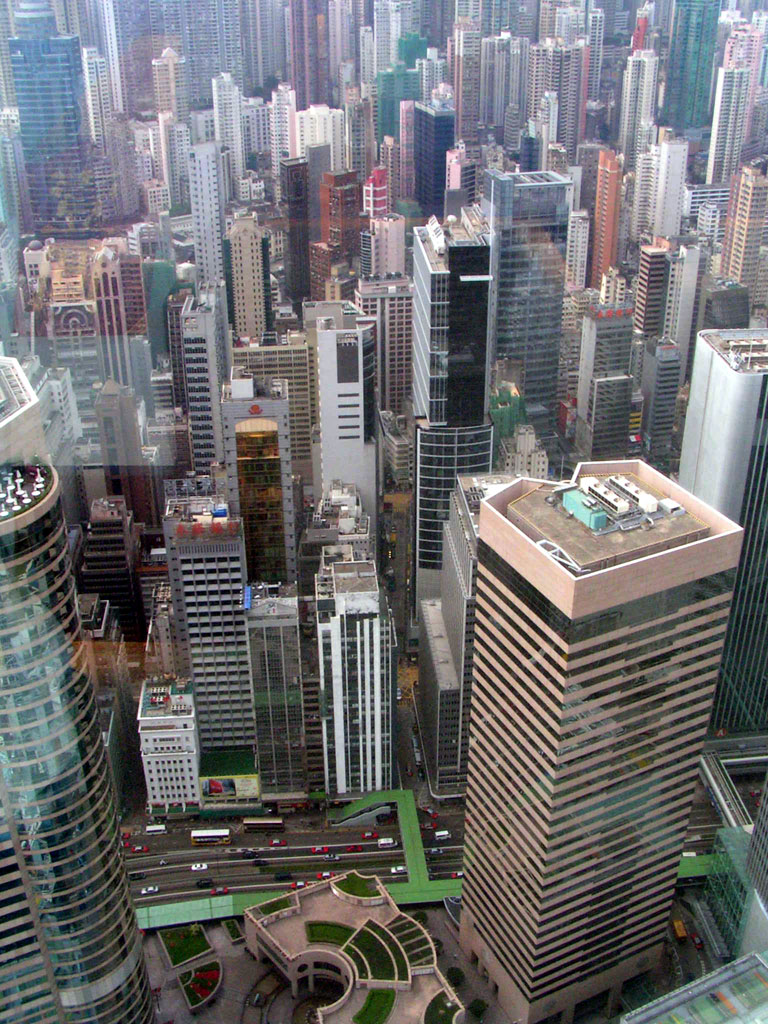
Vue plongeante depuis le 55e étage.
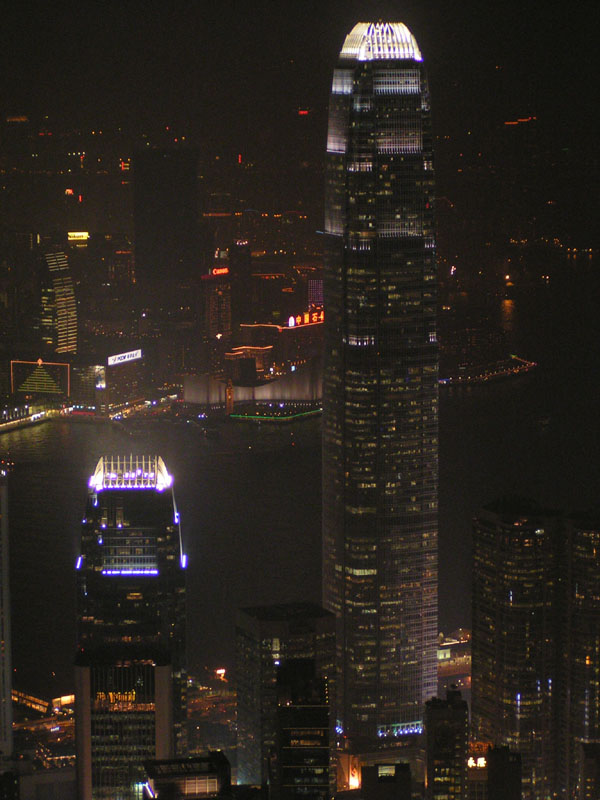
Les tours « One » et « Two », vues de nuit depuis le Victoria Peak.
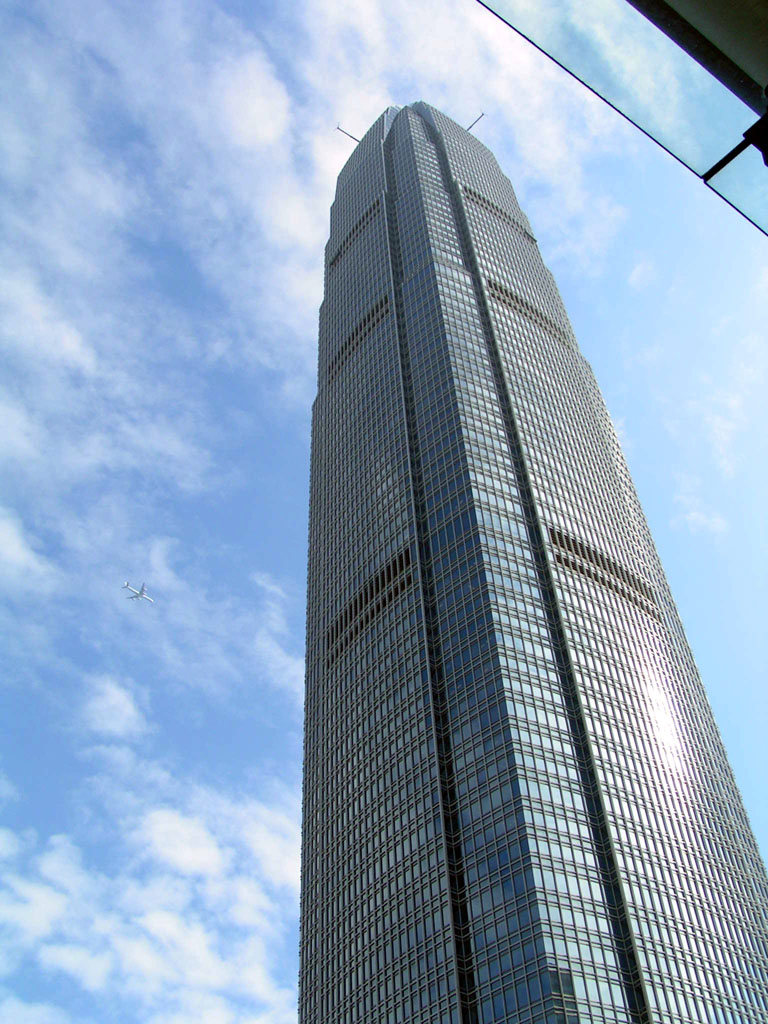
Un avion de ligne, décollant de Chek Lap Kok, survole la tour en 2006.
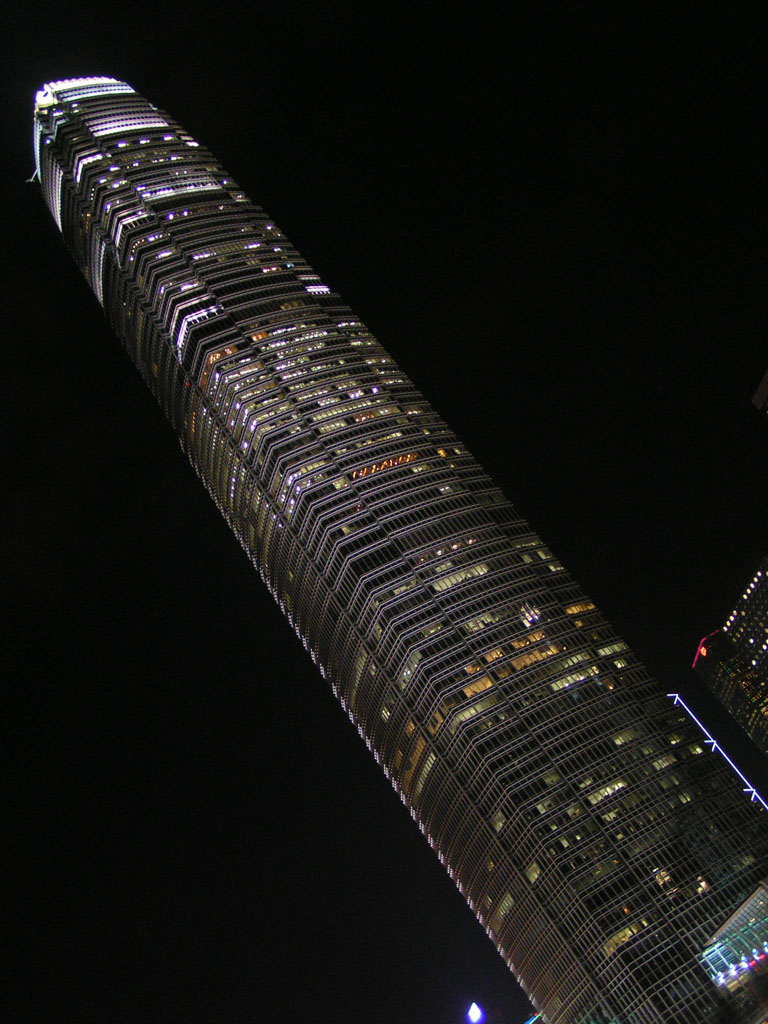
La tour, de nuit.